# Rajtarzy

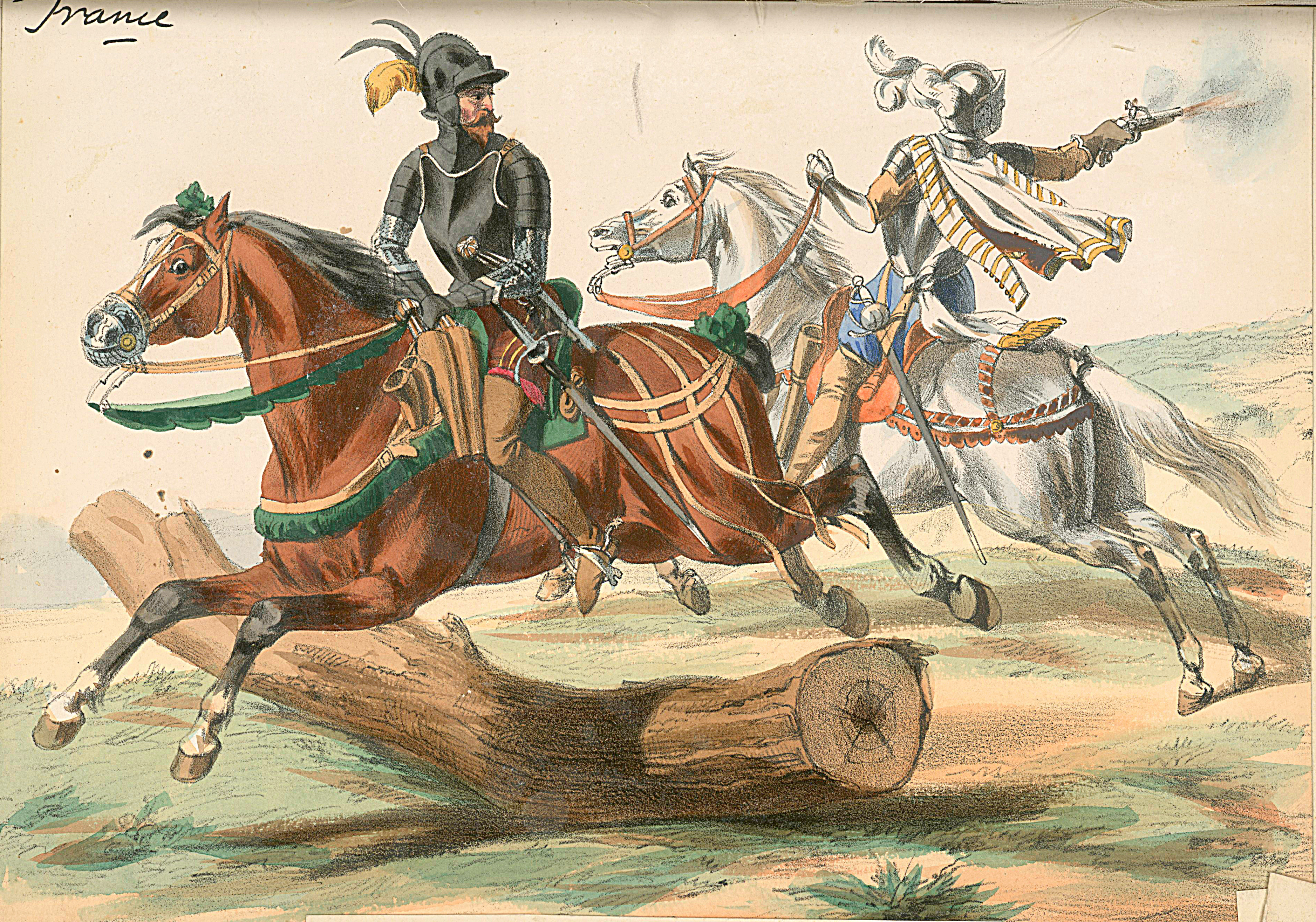
Rajtarzy (ok. 1575-1650 r.)

Rajtarzy, rajtaria (od niem. Reiter – jeździec) – typ XVI-XVIII wiecznej ciężkiej jazdy uzbrojonej w rapiery i pistolety.

## Charakterystyka
Rajtaria powstała obok arkebuzerów w połowie XVI wieku w Niemczech, w związku z rozwojem broni palnej i związaną z tym utratą znaczenia ciężkiej jazdy (zachowanej w postaci nielicznych oddziałów kirasjerów). Oddziały kawaleryjskie stały się jednostkami pomocniczymi dla piechoty i artylerii, co z kolei wpłynęło na znaczne zmniejszenie liczebności w armiach. Do upowszechnienia rajtarii przyczynił się Maurycy Orański (1567-1625) – hrabia de Nassau, syn Wilhelma I Orańskiego, reorganizator i wódz wojsk niderlandzkich, a od 1585 r. namiestnik północnych prowincji Niderlandów.
Rajtarzy najczęściej uzbrojeni byli w dwa kołowe pistolety typu puffer (niekiedy trzeci noszony za cholewą buta) oraz rapier lub pałasz waloński. Czasem uzbrojenie uzupełniała inna broń palna (na ogół  bandolet).
Typowym ubiorem rajtarów był rajtrok (kolet, kaftan skórzany), kapelusz z szerokim rondem, spodnie i długie botforty – skórzane buty, zwane po staropolsku „rajtarskimi”. W niektórych państwach (np. Rosja, Austria, Niemcy, Szwecja) rajtarzy używali zbroi i hełmów, w innych (np. Francja) walczyli bez uzbrojenia ochronnego.
Typowa zbroja rajtarska – w postaci hełmu typu szturmak lub pappenheimer (rzadziej morion) oraz kirysu niekiedy z naramiennikami, nałokietnikami, parą zarękawi, folgowanymi nabiodrkami i parą nakolanków – chroniła cały korpus, przy czym ochrona w żadnym miejscu nie była dostateczna (grubość napierśnika nie przekraczała 3 mm), a sama zbroja znacznie cięższa np. od husarskiej.
Dysponujący uzbrojeniem ochronnym rajtarzy zwykle dosiadali cięższych koni, stąd w XVII wieku zaczęto rozróżniać rajtarię lekką i ciężką. Ta druga w poszczególnych państwach częściowo wyparła jednostki arkebuzerów i tzw. półkirasjerów, stanowiące wcześniej jazdę średniozbrojną.
W walce rajtarzy stosowali taktykę zwaną karakolem. Król szwedzki Gustaw II Adolf po doświadczeniach w walce z husarią polską jako pierwszy użył rajtarii na dużą skalę w roli typowej dla kawalerii, stosując gwałtowne uderzenie zwartej masy jazdy walczącej rapierami i pistoletami w bezpośrednim zwarciu z przeciwnikiem (szarża). Od tego czasu rajtaria szwedzka, a potem też innych państw, stosowała oba rodzaje taktyki (karakol i szarżę).

## Historia

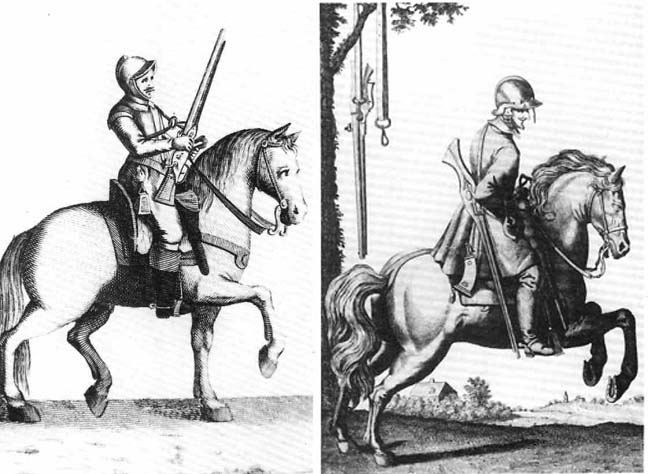
XVII-wieczny rajtar uzbrojony w bandolet

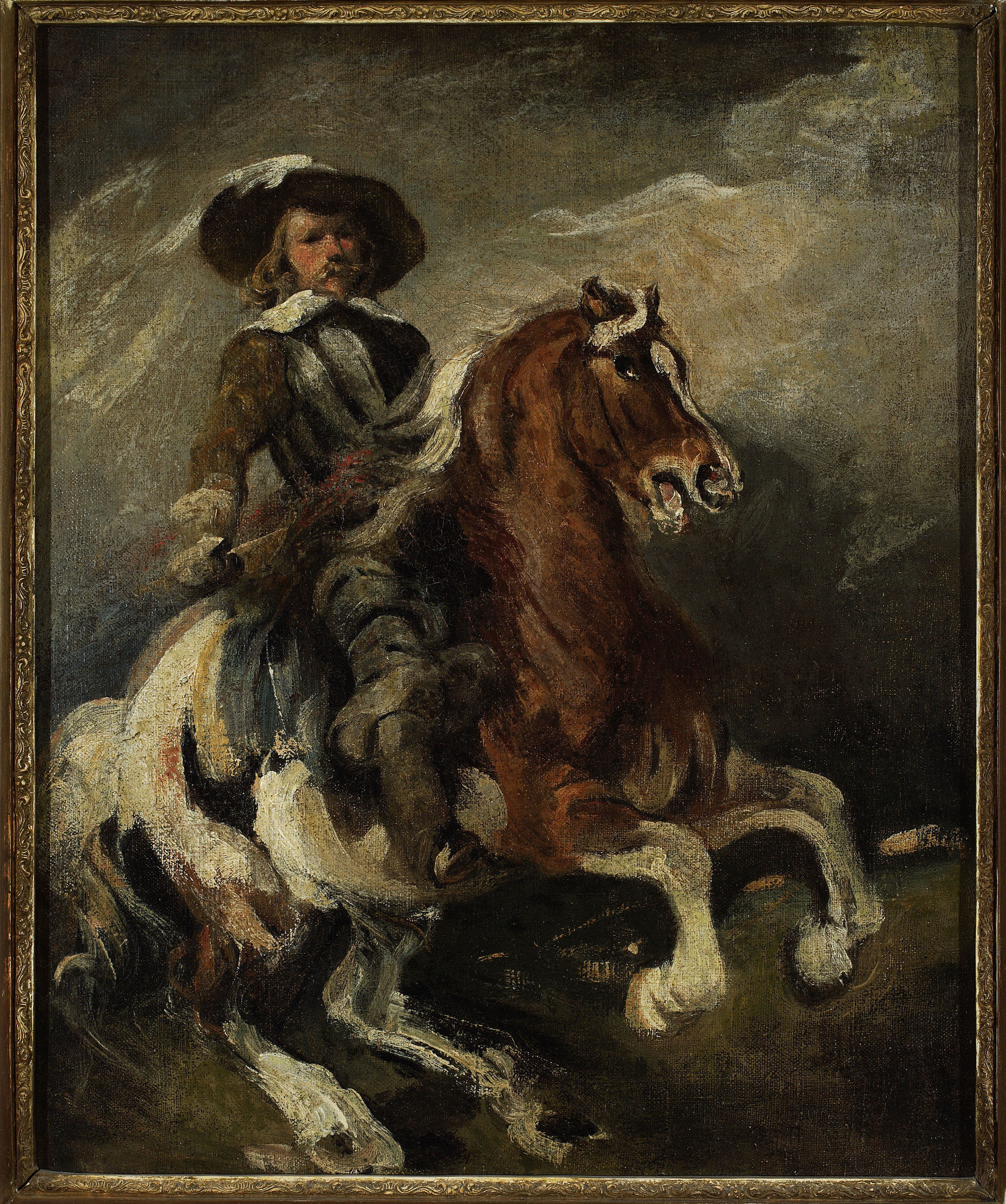
Rajtar (mal. Piotr Michałowski, lata 40. XIX wieku)

W czerwcu 1632 roku Rosja przystąpiła do formowania pułku rajtarii na wojnę z Polską. Rosyjscy rajtarzy, którzy zaciągani byli spośród dzieci bojarskich lub dworian, posiadali konie na własność, ale ekwipunek (dwa pistolety, rapier lub szabla, napierśnik i hełm) otrzymywali od cara. Miesięczny żołd wynosił 3 ruble i 2 ruble na paszę dla konia.
W większości armii zachodnioeuropejskich lekka rajtaria była używana zarówno w walce, jak i do zadań łupieżczo-pacyfikacyjnych. Stąd po okresie wojen polsko-szwedzkich w połowie XVII wieku określenie „rajtar” stało się w Polsce synonimem rabusia, grabieżcy.
Specyficznym typem rajtara niemieckiego był tzw. Schwarzreiter, czyli „czarny jeździec”, którego miano pochodziło od czernionej (dla ochrony przed korozją) zbroi.
W Rzeczypospolitej oddziały rajtarii jako jazdy ciężkiej, zmieniającej się z czasem w lekką, pojawiły się w czasach Stefana Batorego w 1579 r. (według innych jeszcze przed nim) i istniały przez cały wiek XVII i początek XVIII wieku jako wojska cudzoziemskiego autoramentu. W Koronie rajtaria była zwykle dość nieliczna, natomiast zorganizowana była w jednostki o wysokich stanach osobowych – regimenty i skwadrony. Liczniej za to rajtaria występowała w Wielkim Księstwie Litewskim, najczęściej w postaci samodzielnych kompanii. Istniały one w ramach komputu, wojsk prywatnych, a także formowano kompanie i chorągwie rajtarii ze szlachty powoływanej na pospolite ruszenie. W drugiej połowie XVII w. każdy litewski powiat obowiązany był wystawić na pospolite ruszenie jedną chorągiew husarską, jedną kozacką i jedną rajtarską. Kompania zazwyczaj liczyła 100-120 rajtarów.
Rajtaria nigdy nie uchodziła za typowo polski rodzaj jazdy, jednak rajtarzy polscy wielokrotnie odznaczyli się w wojnach toczonych przez Rzeczpospolitą. Na przykład w bitwie pod Gniewem piękną kartę zapisał regiment rajtarów litewskich, dowodzony przez wojewodzica smoleńskiego Mikołaja Abrahamowicza. Był on zresztą dość nietypowy, został bowiem zaciągnięty w tzw. systemie towarzyskim, a ponieważ jego żołnierze nosili zbroje husarski, niekiedy uważany był za jednostkę husarii. W bitwie pod Chocimiem w 1621 r. rajtarzy salwą pistoletów odpierali atak Turków na szańce wojsk polskich, a pod Kircholmem rajtarzy kurlandzcy dowodzeni osobiście przez księcia Fryderyka Kettlera, wspomagali husarzy w zwalczaniu piechoty szwedzkiej w centrum pola bitwy.
Od czasów Jana III Sobieskiego zaczęto w Polsce używać zamiennie pojęć rajtaria i arkebuzeria, co łączyło się z ówczesnym rozwiązaniem tej drugiej formacji.
W pierwszej połowie XVIII wieku zaprzestano rozróżniać rajtarię ciężką jako odrębny od kirasjerów typ jazdy. W państwach, gdzie była jazdą lżejszą, została rozwiązana; w Polsce w 1717 r. na mocy postanowień tzw. sejmu niemego.

## W kulturze
Do twórczości malarza romantyzmu, Aleksandra Orłowskiego należy obraz Rajtar na białym koniu.
W filmowej adaptacji Potopu Henryka Sienkiewicza (w reżyserii Jerzego Hoffmana) pokazano technikę walki rajtarii Bogusława Radziwiłła z Tatarami dowodzonymi przez Andrzeja Kmicica w bitwie pod Prostkami 8 października 1656 r.: najpierw zbliżają się oni do nacierającego przeciwnika stępem, oddają w jego kierunku dwie salwy z pistoletów, po czym przechodząc w galop przystępują do walki z nim na broń białą.